# Свингс, Барт
Барт Свингс (нидерл. Bart Swings; род. 12 февраля 1991, Херент, Брабант) — бельгийский конькобежец и роликобежец, олимпийский чемпион 2022 года в масс-старте, серебряный призёр Олимпийских игр 2018 года, чемпион мира, 4-кратный бронзовый призёр, 2-кратный чемпион Европы и 3-кратный призёр, 10-кратный чемпион Бельгии.

## Биография
Барт Свингс в детстве играл в футбол, занимался дзюдо и стал кататься на роликовых коньках в возрасте 8-ми лет, после того, как получил роликовые коньки в подарок на Рождество. Чтобы осуществить свою олимпийскую мечту Барт в 2009 году начал заниматься конькобежным спортом и в феврале 2010 года две недели тренировался на льду Тиалфа в Херенвене. 
Уже в свой первый сезон 2010/11, выступая за клуб "RSC Heverlee" Свингс выиграл чемпионат Бельгии по многоборью, проходившем в голландском Эйндховене. В 2011 году дебютировал на чемпионате Европы и на Кубке мира, а также участвовал на чемпионате мира на отдельных дистанциях в Инцелле, где занял 17-е место на дистанции 5000 метров. Барт в то мже году сформировал команду со своим старшим братом Мартеном Свингсом и приятелем Ферре Спрутом.
В 2012 году стал 10-м на чемпионате Европы в Будапеште и 9-м на чемпионате мира в классическом многоборье в Москве. В марте на чемпионате мира на отдельных дистанциях в Херенвене занял лучшее 10-е место в забеге на 5000 метров. На втором этапе Кубка мира в сезоне 2012/2013 Барт попал впервые на подиум на дистанции 1500 метров, заняв 2-е место. 
В 2013 году он стал 5-м в многоборье на чемпионате Европы в Херенвене и завоевал бронзовую медаль на чемпионате мира в классическом многоборье в Хамаре. В феврале выиграл дистанцию 5000 м и масс-старт на Кубке мира в Херенвене, а следом занял 5-е место на дистанции 10 000 м и 6-е на 5000 м на индивидуальном чемпионате мира в Сочи.
В январе 2014 года Барт поднялся на 4-е место в сумме многоборья на чемпионате Европы в Хамаре, через месяц на зимних Олимпийских играх в Сочи занял 4-е место в забеге на 5000 м и 5-е на 10 000 м, а также 10-е на 1500 м и 23-е на 1000 м. В марте занял 5-е место на чемпионате мира в классическом многоборье.
В сезоне 2014/15 Свингс выиграл чемпионат Бельгии на дистанции 500, 1500 и 5000 м, в январе стал 5-м в многоборье на чемпионате Европы в Челябинске и 4-м на чемпионате мира в классическом многоборье в Калгари. В марте Барт стал серебряным призёром Кубка мира в общем зачёте сезона 2014/15 и через год повторил результат.
В январе 2016 года он выиграл серебряную медаль на чемпионате Европы в Минске в сумме многоборья. На индивидуальном чемпионате мира в Коломне занял лучшие 4-е место в забеге на 1500 м и 7-е на 5000 м. В 2017 году на чемпионате Европы в Херенвене выиграл бронзу в многоборье и на чемпионате мира в классическом многоборье в Хамаре вновь стал 5-м.
В 2018 стал серебряным призёром зимних Олимпийских игр в Пхёнчхане в масс-старте, принеся Бельгии первую с 1998 года медаль на зимних Олимпийских играх, когда Барт Велдкамп завоевал бронзовую медаль, как и Свингс, в конькобежном спорте. Он также занял 6-е места на дистанциях 1500, 5000 м и 8-е на 10 000 м. Он был знаменосцем Бельгии на церемонии закрытия зимних Олимпийских игр. После игр на чемпионате мира в классическом многоборье в Амстердаме в очередной раз занял 5-е место.
В сезоне 2017/18 Барт выиграл первое золото в общем зачёте Кубка мира в масс-старте, после чего ещё четыре раза выигрывал (2019/20, 2020/21, 2021/22 и 2022/23) в этой дисциплине. В 2020 году он стал в чемпионом Европы в масс-старте, а через год выиграл бронзовую медаль в масс-старте на индивидуальном чемпионате мира в Херенвене. В сезоне 2020/21 присоединился к команде братьев Эрвина и Мартина тен Хоув "IKO".
В 2022 году на чемпионате Европы в Херенвене вновь стал золотым призёром в масс-старте. В феврале на своих третьих зимних Олимпийских играх в Пекине Свингс завоевал золотую медаль в масс-старте и стал первым бельгийским конькобежцем, завоевавшим золотую медаль зимних Олимпийских игр за 74 года. В забеге на 5000 м он занял 7-е место, на 10 000 м - 10-е и на 1500 м - 13-е место. И в марте стал бронзовым призёром на чемпионате мира в классическом многоборье в Хамаре.
В январе 2023 года Барт выиграл бронзовую медаль в многоборье на чемпионате Европы в Хамаре, а следом на чемпионате мира на отдельных дистанциях в Херенвене впервые выиграл золотую медаль в масс-старте и стал бронзовым призёром в забеге на 5000 м. В марте стал в пятый раз обладателем Кубка мира в общем зачёте в масс-старте.

### Роликобежный спорт
Барт в юниорском возрасте выиграл множество международных турниров, а с 2009 по 2011 годы он неоднократно становился чемпионом Европы и мира на различных дистанциях в беге на роликовых коньках. В 2012 году он присоединился к команде "Powerslide Matter World Team" и летом 2013 года завоевал две золотые медали на Всемирных играх в Кали. С 2016 года выигрывал престижный Берлинский марафон пять лет подряд. В 2017 году завоевал ещё 2 золотые медали на Всемирных играх во Вроцлаве, а в 2022 году выиграл ещё три титула на Всемирных играх в Бирмингеме.

## Спортивные достижения
| Год  | Чемпионат Бельгии на отдельных дистанциях | Чемпионат Бельгии (многоборье)     | Чемпионат Европы                                   | Чемпионат мира (многоборье)                       | Чемпионат мира (отдельные дистанции)        | Олимпийские игры                           | Кубок мира                                                                                        |
| ---- | ----------------------------------------- | ---------------------------------- | -------------------------------------------------- | ------------------------------------------------- | ------------------------------------------- | ------------------------------------------ | ------------------------------------------------------------------------------------------------- |
| 2011 |                                           | · 500 м · 3000 м · 1500 м · 5000 м | 19e 26e 500 м 12e 5000 м 9e 1500 м nc 10.000 м     |                                                   | 17e 5000 м                                  |                                            | 34e 5000/10000                                                                                    |
| 2012 |                                           | · 500 м · 3000 м · 1500 м · 5000 м | 10e 25e 500 м 9e 5000 м 8e 1500 м 7e 10.000 м      | 9e 17e 500 м 11e 5000 м 10e 1500 м 9e 10.000 м    | 16e 10e 5000 м                              |                                            | 19e 1500 м 11e 10e 5000 м / 10000 м 12e Масстарт 40e Общий зачёт                                  |
| 2013 |                                           | · 500 м · 3000 м · 1500 м · 5000 м | 5e · 19e 500 м · 4e 5000 м · 4e 1500 м · 10000 м · | · 10e 500 м · 5000 м · 1500 м · 10.000 м          | 13e 1500 м 6e 5000 м 5e 10000 м             |                                            | · 1500 м · 9e 5000 м / 10000 м · Масстарт · 10e командная гонка · 4e Общий зачёт                  |
| 2014 |                                           |                                    | 4e · 12e 500 м · 5000 м · 7e 1500 м · 10.000 м ·   | 5e · 12e 500 м · 7e 5000 м · 1500 м · 4e 10.000 м |                                             | 23e 1000 м 10e 1500 м 4e 5000 м 5e 10000 м | 47e 1000 м · 17e 1500 м · 10e 5000 м / 10000 м · Масстарт · 12e командная гонка · 13e Общий зачёт |
| 2015 | 500 м · 1500 м · 5000 м                   |                                    | 5e · 11e 500 м · 5e 5000 м · 1500 м · 10000 м ·    | 4e · 21e 500 м · 5e 5000 м · 1500 м · 10000 м     | 7e 1500 м 9e 5000 м 8e 10000 м 11e Масстарт |                                            | 35e 1000 м · 7e 1500 м · 6e 5000 м / 10000 м · Масстарт · Общий зачёт                             |
| 2016 |                                           |                                    | · 9e 500 м · 5000 м · 1500 м · 10000 м ·           |                                                   |                                             |                                            |                                                                                                   |
| 2017 |                                           |                                    | · 15e 500 м · 5е 5000 м · 5е 1500 м · 10000 м ·    |                                                   |                                             |                                            |                                                                                                   |

## Личная жизнь
Барт Свингс изучал электронную инженерию в Университете Лёвена и получил степень магистра в области гражданского строительства и электротехники. В 2021 году в его честь был назван спортивный центр в Херенте. Его брат Мартен представлял Бельгию в роликобежном спорте, выиграв две золотые медали на чемпионате Европы 2014 года в Гайзингене. Любит кататься на роликах, ездить на велосипеде, обожает итальянскую кухню.

## Награды
- 2014 год - получил награду "Фламандская спортивная жемчужина" за замечательные спортивные результаты.
- 2018 год - стал почётным гражданином Херента